# M87 (galaxie)
Pour les articles homonymes, voir M87.
Messier 87 (aussi dénommée M87, NGC 4486, ou radiogalaxie Virgo A) est une galaxie elliptique supergéante. Elle a été découverte en 1779 par l'astronome allemand Johann Gottfried Koehler. Située à 15,4 ± 0,6 Mpc (∼50,2 millions d'al) de la Terre, c'est la plus grande et la plus lumineuse des galaxies de l'amas de la Vierge,. Contrairement aux galaxies spirales en forme de disque, M87 n'a pas de bande de poussière (en) et a une forme elliptique. En son cœur, elle possède un trou noir supermassif qui constitue l'élément principal d'un noyau galactique actif, une forte source de rayonnement dans toutes les longueurs d'onde particulièrement de micro-ondes. Un jet de plasma énergétique émerge du cœur et s'étend sur au moins 5 000 années-lumière.
NGC 4486 a été définie par Gérard de Vaucouleurs comme une galaxie de type morphologique E+0-1 dans son atlas des galaxies,.
Les étoiles dans cette galaxie constituent environ un sixième de la masse totale de M87. Leur distribution est presque sphérique, tandis que leur densité décroît au fur et à mesure que l'on s'éloigne de son cœur. L'enveloppe galactique s'étend sur un rayon d'environ 490 000 années-lumière. Entre ces étoiles, on trouve un milieu interstellaire diffus de gaz enrichi en éléments chimiques produits à la suite de l'évolution stellaire. Toute poussière produite au sein de la galaxie est détruite dans les 46 millions d'années par l’émission de rayons X du cœur, bien que des observations optiques aient révélé des filaments de poussière. Orbitant au sein de la galaxie, on trouve une population anormale d'environ 12 000 amas globulaires, à comparer avec les 150-200 amas globulaires de la Voie lactée.
Étant la plus grande galaxie elliptique la plus proche de la Terre et l'une des plus brillantes radiosources du ciel, Messier 87 est une cible favorite d'observation pour les astronomes amateurs et d'étude pour les astronomes professionnels.

## Historique des observations
Cette galaxie a été découverte en 1779 par l'astronome allemand Johann Gottfried Koehler.
L'astronome français Charles Messier redécouvre cette galaxie le 18 mars 1779 et il l'intègre à la troisième édition de son catalogue de 103 objets astronomiques ayant l'apparence de nébulosité qu'il publie en 1781. Cette liste fut créée afin d'identifier les objets pouvant être confondus avec des comètes. Par la suite, chaque objet a été précédé de la lettre « M ». M87 est donc le 87e objet du catalogue Messier. Durant les années 1880, cette nébulosité sera référencée dans le New General Catalogue comme NGC 4486. Ce catalogue de nébulosités et d'amas d'étoiles fut compilé par l'astronome irlando-danois John Dreyer en se basant sur les observations de l'astronome anglais John Herschel.
En 1918, l'astronome américain Heber Doust Curtis de l'observatoire Lick observa qu'il n'y avait pas de structure spirale dans Messier 87 et remarqua « un curieux rayon droit… apparemment connecté au noyau par une fine ligne de matière ». Ce rayon apparaissait plus lumineux à son extrémité intérieure. L'année suivante, la supernova SN 1919A fut observée dans la nébuleuse par un certain Balanowsky. Elle a atteint la magnitude photographique de 21,5,. Le type de cette supernova n'a pas été déterminé.
L'astronome américain Edwin Hubble catégorisa Messier 87 comme l'une des plus brillantes nébuleuses globulaires, parce qu'elle lui manquait une structure en spirale mais qu'elle semblait appartenir à la même famille des nébuleuses non galactiques comme les nébuleuses spirales. En 1926, il créa une nouvelle classification des nébuleuses, décrivant Messier 87 comme étant une nébuleuse elliptique extra-galactique sans aucune élongation apparente (classe E0). Jusqu'en 1931, Hubble identifia Messier 87 comme un membre de l'amas de la Vierge, pour lequel il estima provisoirement une distance d'environ 1,8 Mpc (∼5,87 millions d'al) de la Terre. À cette date, c'était le seul exemple connu de nébuleuse elliptique pour laquelle les étoiles pouvaient être résolues individuellement. Messier 87 continua à être appelée « nébuleuse extra-galactique » durant de nombreuses années, mais en 1956 elle fut reconnue comme étant une galaxie de type E0.
En 1947, une importante source radio fut localisée à l'endroit même de Messier 87, elle fut nommée « Virgo-A ». Cette source fut confirmée comme étant Messier 87 en 1953, et le jet sortant du cœur de cette nébuleuse extra-galactique comme en étant la cause. Ce jet part du cœur avec un angle de position de 260°, d'une distance angulaire de 20" avec une épaisseur angulaire de 2". L'astronome germano-américain Walter Baade découvrit que la lumière de ce jet était polarisée, ce qui suggérait que l'énergie était générée par l'accélération d'électrons se déplaçant à une vitesse relativiste dans un champ magnétique. L'énergie totale dissipée par ces électrons fut estimée à 5 × 1056 eV. En 1969-70, une composante très énergétique de l’émission radio fut trouvée très précisément dans l'alignement de la source optique du jet.
Le 25 avril 1965, le laboratoire américain Naval Research Laboratory lança une fusée Aerobee 150. Ce lancement permit de découvrir 7 sources de rayons X potentielles, incluant la première source de rayons X extragalactique, nommée « Virgo X-1 » puisqu'étant la première source détectée dans l'amas de la Vierge. Le 7 juillet 1967, une autre fusée Aerobee lancée du pas de tir situé à White Sands confirma que la source Virgo X-1 était la radiogalaxie Messier 87. Des observations ultérieures en rayons X par le HEAO-1 et HEAO-2 montrèrent une source complexe qui incluait le noyau galactique actif de Messier 87. Cependant, il y a une faible concentration centrale de l’émission en rayons X.

## Propriétés

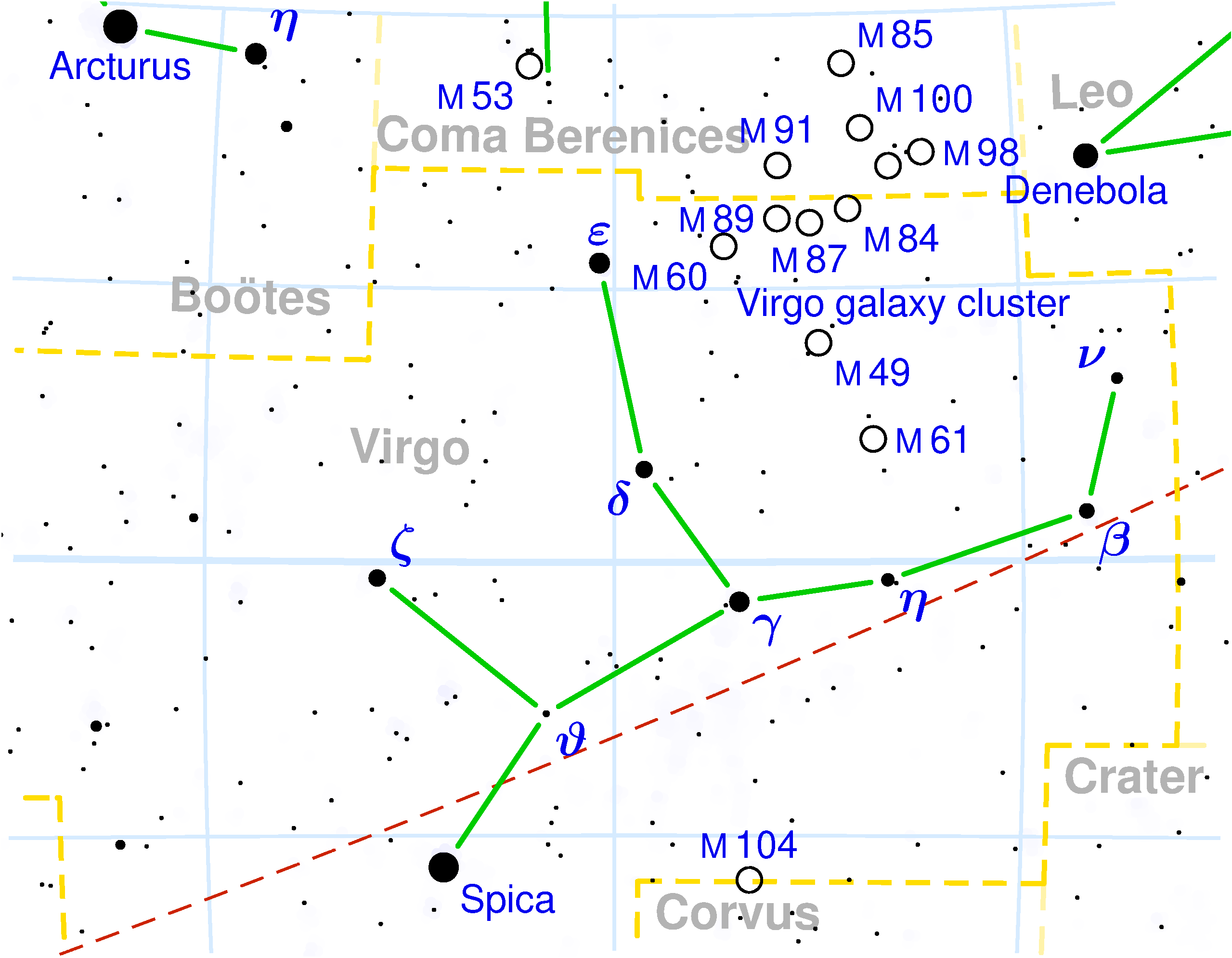
Emplacement de M87 (en haut à droite) dans la Vierge

Messier 87 est située près de la limite Nord de la constellation de la Vierge, près de la constellation de la Chevelure de Bérénice. Elle se tient sur une ligne joignant les étoiles Epsilon Virginis et Beta Leonis. Cette galaxie, de magnitude apparente égale à 9,59, peut être observée avec un petit télescope de 6 cm de diamètre. Visuellement, la galaxie s'étend sur une aire angulaire de 7′,2 x 6′,8, et le cœur sur 45″. Observer le jet est difficile sans aide photographique. Jusqu'en 1990, la seule observation visuelle connue du jet est attribuée à l'astronome russo-américain Otto Struve qui utilisa le télescope Hooker de 254 cm de diamètre. Récemment, toutefois, il a été observé par des astronomes amateurs utilisant des télescopes de grand diamètre sous d'excellentes conditions atmosphériques.
Dans la classification de Hubble revue par De Vaucouleurs, Messier 87 est catégorisée comme une galaxie E0p. La désignation E0 est utilisée pour une galaxie elliptique ne montrant aucun aplatissement, c'est-à-dire que son profil semble sphérique. Le suffixe « p » indique une galaxie particulière qui ne remplit pas entièrement les caractéristiques de sa classe. Dans le cas de M87 cette particularité est due à la présence du jet relativiste provenant du cœur de la galaxie,. Messier 87 est considérée comme une galaxie de type cD, c'est-à-dire une galaxie supergéante de classe D,. Cette dernière catégorie, fut proposée initialement par l'astronome américain William W. Morgan en 1958, est une galaxie qui a un noyau ressemblant à ceux des galaxies elliptiques, entouré par une enveloppe diffuse, étendue et sans poussière,.
La distance de Messier 87 a été estimée à l'aide de différentes techniques, dont la mesure de luminosité des nébuleuses planétaires, la comparaison avec d'autres galaxies dont la distance avait été estimée avec des bougies standards comme les céphéides, la distribution linéaire de la taille des amas globulaires, et la méthode du Sommet de la branche des géantes rouges utilisant la résolution individuelle des géantes rouges. La base de données NASA/IPAC rapporte une distance de 16,757 ± 2,949 Mpc (∼54,7 millions d'al) basée sur un ensemble de près de 120 mesures. Cette distance est en accord avec l'une des mesures les plus précises réalisée en 2019, soit 15,4 ± 0,6 Mpc (∼50,2 millions d'al). À cette distance, la taille de la partie visible de M87 est d'environ 129 kal. En réalité cependant, son halo galactique est beaucoup plus vaste et son diamètre atteindrait près de un million d'années-lumière,.
| Masse × 1012 M☉ | Rayon                        |
| 2,4             | environ 32 kpc (∼104 000 al) |
| 3,0             | environ 44 kpc (∼144 000 al) |
| 6,0             | environ 50 kpc (∼163 000 al) |

La masse de Messier 87 dans un rayon de 9-40 K pc à partir du noyau augmente régulièrement d'environ d'un rapport r1,7, où r est le rayon du noyau. Dans un rayon d'environ 32 kpc (∼104 000 al), la masse équivaut à ((2,4 ± 0,6)) × 1012 masse solaire, soit le double de la masse de la Voie lactée. Toutefois, seule une fraction de cette masse est sous forme stellaire, puisque Messier 87 a un rapport masse/luminosité égal à 6,3 ± 0,8. D'où environ un sixième de la masse de la galaxie est sous forme d'étoiles rayonnant de l'énergie. La masse totale de Messier 87 pourrait-être 200 fois celle de la Voie lactée. Le taux d'accrétion de gaz par la galaxie est de deux à trois M☉ par an, dont la majeure partie est accrétée par le noyau.
L'enveloppe stellaire étendue de cette galaxie atteint un diamètre d'environ 300 kpc (∼978 000 al),, à comparer avec les environ 100 kpc (∼326 000 al) pour la Voie lactée. Au-delà de cette distance le bord extérieur de la galaxie a été tronqué par d'autres phénomènes, probablement une rencontre très perturbatrice, il y a 1 milliard d'années, avec la galaxie M84 qui s'est éloignée depuis,, ou un effondrement de matière noire dans l'amas de galaxies environnant.
Il y a quelques preuves de courants stellaires linéaires au nord-ouest de la galaxie, qui pourraient avoir été créés par un effet de marée des autres galaxies de l'amas en orbite, où par une petite galaxie en collision avec Messier 87. Il a été établi que les galaxies M87 et sa voisine M86 tombent l'une vers l'autre et vont entrer en collision.
M87 est une galaxie LINER, c'est-à-dire une galaxie dont le noyau présente un spectre d'émission caractérisé par de larges raies d'atomes faiblement ionisés. C'est aussi une galaxie active de type Seyfert.

## Structure

### M87*, le trou noir central

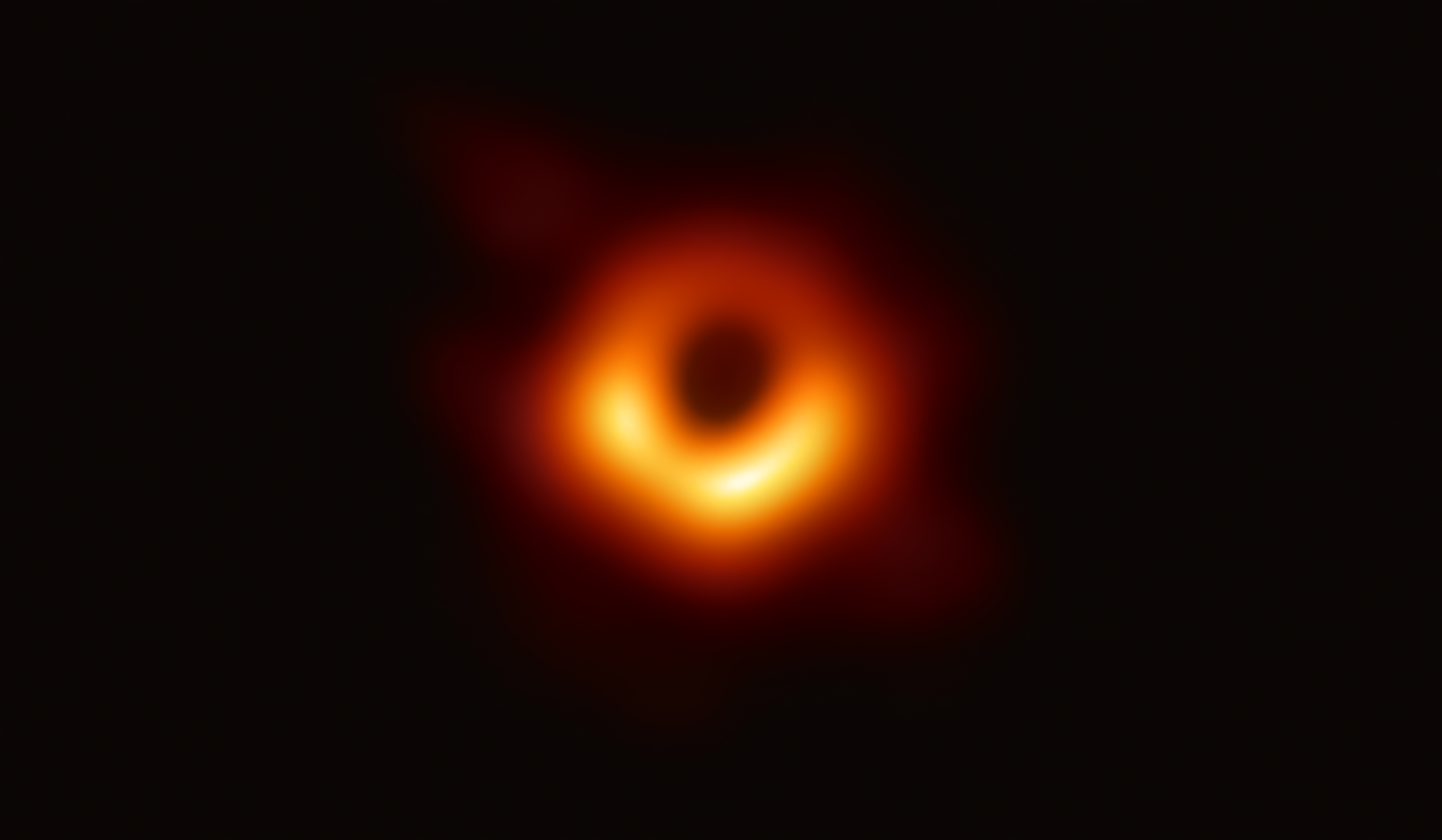
Image du trou noir supermassif M87* et de son disque d'accrétion, le 10 avril 2019.

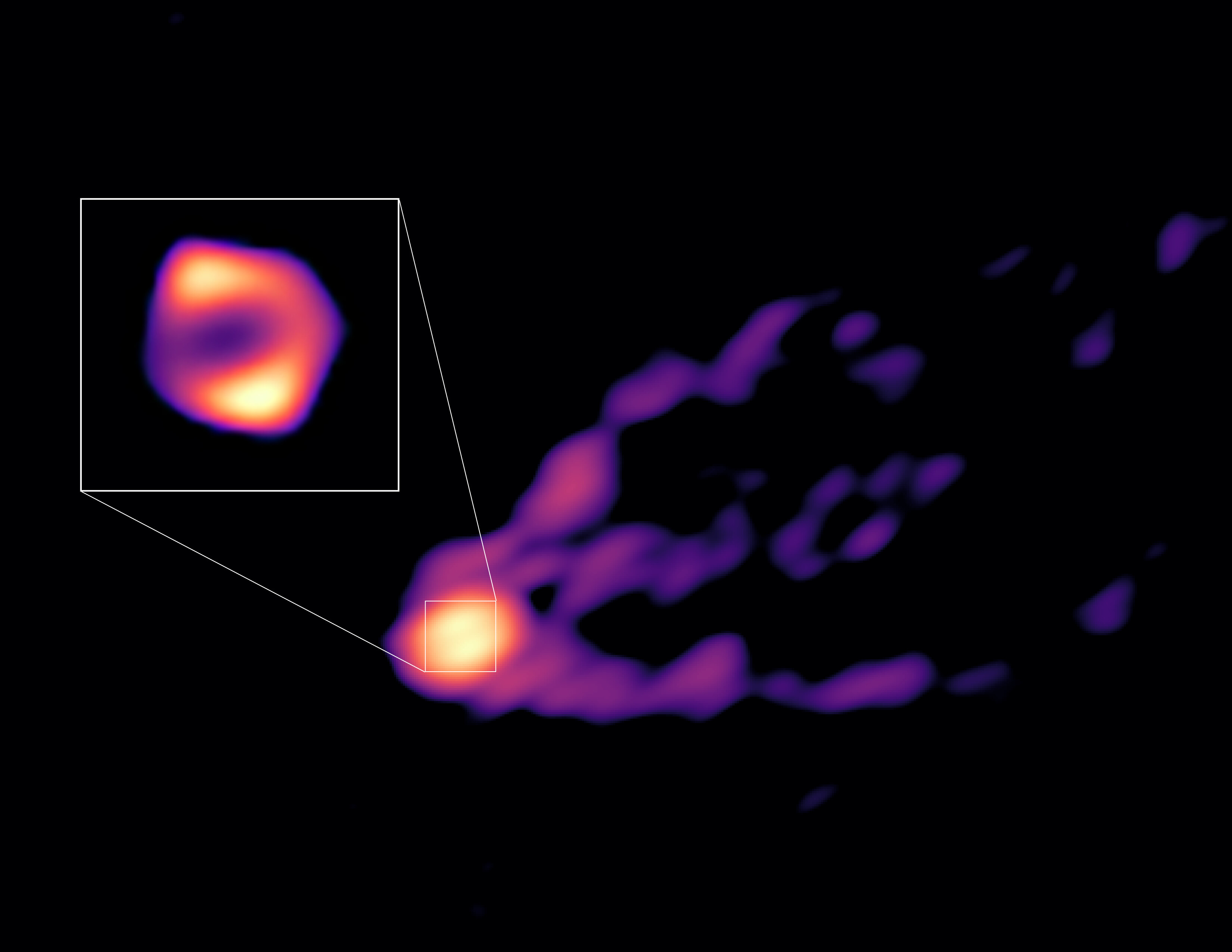
Première image du trou noir et du jet, présentée en 2023.

Au cœur de cette galaxie se trouve un trou noir supermassif (TNSM), nommé M87*, dont la masse est estimée à 6,5 ± 0,7 milliards de masses solaires,. C'est l'une des masses les plus importantes pour ce type d'objet. Son diamètre est de 38 milliards de km, soit 254 ua, ou 1,5 jour-lumière, ou encore environ 3 fois le diamètre de l'orbite moyenne de Pluton.
Autour de ce trou noir on trouve un disque d'accrétion de gaz ionisé, qui est orienté perpendiculairement au jet. Ce gaz orbite autour du trou noir à des vitesses allant jusqu'à 1 000 km s−1. Le gaz tombe par accrétion dans le trou noir à un taux estimé à une masse solaire par dizaine d'années.
Le trou noir de M87 est décalé par rapport à son centre d’une distance d'environ 25 pc (∼81,5 al). Ce décalage est orienté dans la direction opposée de la direction du jet, ce qui pourrait indiquer que le trou noir ait été éjecté du centre par le jet. Une autre possibilité est que ce décalage est intervenu durant la fusion de deux TNSM,. Ces assertions sont toutefois à prendre au conditionnel : l'étude n'incluait pas les différences spectroscopiques entre les étoiles et le noyau galactique actif. Il est donc possible que la position apparente du centre de la galaxie vis-à-vis du trou noir soit mal interprétée par l'éclat optique du jet. En 2011, une étude de M87 n'a pas trouvé de déplacement statistiquement significatif.
Le 10 avril 2019, l'équipe de l'Event Horizon Telescope révèle la première image résolue d'un trou noir, ce qui est M87*,,. Puis le 26 avril 2023, l'Observatoire européen austral, qui est le partenaire des principaux groupes internationaux de télescope, présente une image obtenue, après cinq ans de travail. L'équipe ayant intégré les observations de plusieurs télescopes réussit à observer tant l'ombre du trou noir au centre qu'un immense jet expulsé, sur une même image.

### Population stellaire
Les galaxies elliptiques actives ayant une forme similaire à Messier 87 sont supposées s'être formées lors de la fusion de galaxies plus petites. Il y a peu de poussière restant pour former une nébuleuse diffuse où de nouvelles étoiles sont créées. C'est ainsi que la population stellaire est dominée par de vieilles étoiles, des étoiles de population II qui contiennent peu d'éléments autres que l'hydrogène et l'hélium. La forme elliptique de cette galaxie est stabilisée par les trajectoires orbitales aléatoires des étoiles qui la composent, au contraire des trajectoires stellaires orbitales ordonnées que l'on trouve dans les galaxies spirales comme la Voie lactée.

### Milieu interstellaire
L'espace entre les étoiles dans la galaxie Messier 87 est rempli d'un milieu interstellaire gazeux diffus, qui a été enrichi chimiquement en éléments éjecté par les étoiles lors de leur évolution après leur passage sur la séquence principale. Le carbone et l'azote ont été produits par les étoiles de tailles intermédiaires lors de leur passage sur la branche asymptotique des géantes. Les éléments plus lourds de l'oxygène au fer ont été principalement produits par l'explosion de supernovas dans la galaxie. Environ 60 % de l'abondance de ces éléments lourds ont été produits par des supernovas à effondrement de cœur, tandis que le reste vient des supernovas de type Ia. Toutefois, la part de cette source est plus faible que pour la Voie lactée. Mais les supernovas de type Ia ont par contre fourni un apport continu au milieu interstellaire de Messier 87 au cours de son histoire.

### Émission infrarouge
L'étude de M87 dans l'infrarouge lointain montre un excès d'énergie à des longueurs d'onde plus grandes que 25 μm. Habituellement, une telle émission peut être attribuée à une émission thermique de poussière froide. Toutefois, dans le cas de Messier 87, cette émission semble être totalement expliquée par le rayonnement synchrotron du jet. À l'intérieur de la galaxie, les grains de silicate sont supposés survivre au maximum 46 millions d'années, du fait de l’émission de rayons X par le noyau. Cette poussière peut être détruite par l'environnement hostile ou expulsée de la galaxie. La masse totale de poussière dans la galaxie ne représente que tout au plus 70 000 masses solaires. Par comparaison, la Voie lactée en contient à peu près cent millions de masses solaires (100 000 000 M☉).

### Noyau
Dans un rayon environ 4 kpc (∼13 000 al) à partir du noyau, l'abondance en éléments autre que l'hélium (ce que les astronomes appellent métallicité) représente la moitié de ce qui est présent dans le Soleil. À l'extérieur de ce rayon, l'abondance de métaux diminue de façon constante lorsqu'on s'éloigne du noyau. Bien que classée comme galaxie elliptique et qu'elle ne possède donc pas de bande de poussière (en) d'une galaxie spirale, des filaments optiques ont été observés dans Messier 87. Ces filaments ont une masse estimée à environ 10 000 fois la masse solaire. Autour de la galaxie on trouve une large couronne de gaz chaud et de faible densité.

### Amas globulaires
Messier 87 possède une population anormalement grande d'amas globulaires. Un relevé réalisé en 2006 sur une distance angulaire de 25′ à partir du noyau estime qu'il y a 12 000 ± 800 amas globulaires en orbite autour de Messier 87, à comparer avec les 150-200 amas globulaires de la Voie lactée. La distribution en taille de ces amas est semblable à celles des amas globulaires de la Voie Lactée, la plupart ont un rayon entre 1 et 6 parsecs. La taille des amas de Messier 87 montre une augmentation progressive lorsque l'on s'éloigne du centre galactique.
Selon une autre étude publiée en 2008 et basée sur les observations réalisées avec le télescope spatial Hubble, le nombre d'amas globulaires dans M87 (VCC 1316 (Virgo Cluster Catalog dans l'article) est estimé à 14 660 ± 891.

### Matière noire
La vitesse des amas globulaires dans le halo de M87 indique une fraction de son contenu en matière noire de (88 ± 1) % de sa masse à l'intérieur de cinq rayons effectifs.

## Jet

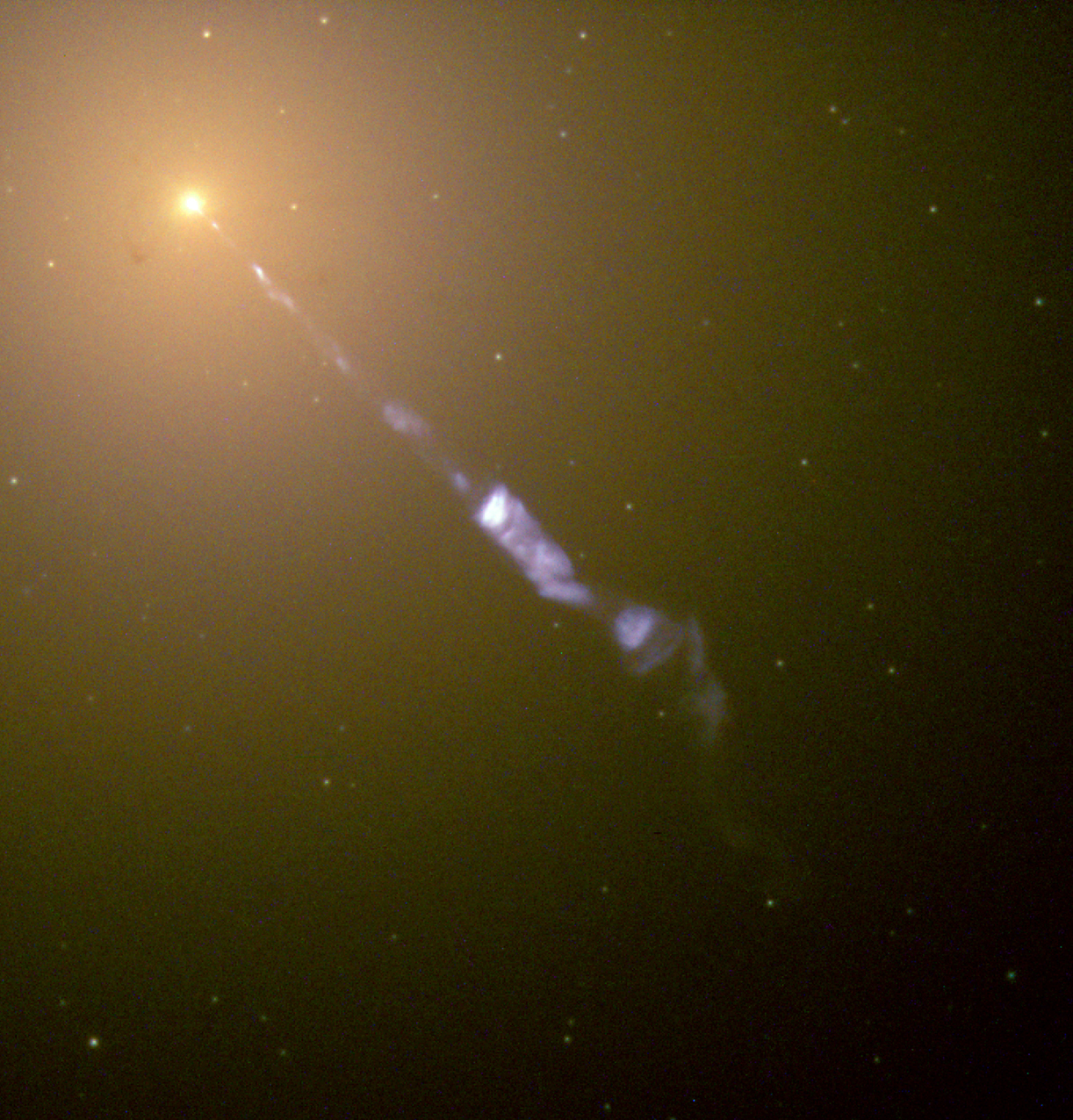
Cette photographie du télescope spatial Hubble montre le jet de matière éjecté de M87 à une vitesse proche de celle de la lumière, qui s'étend sur 5000 al du cœur de la galaxie.

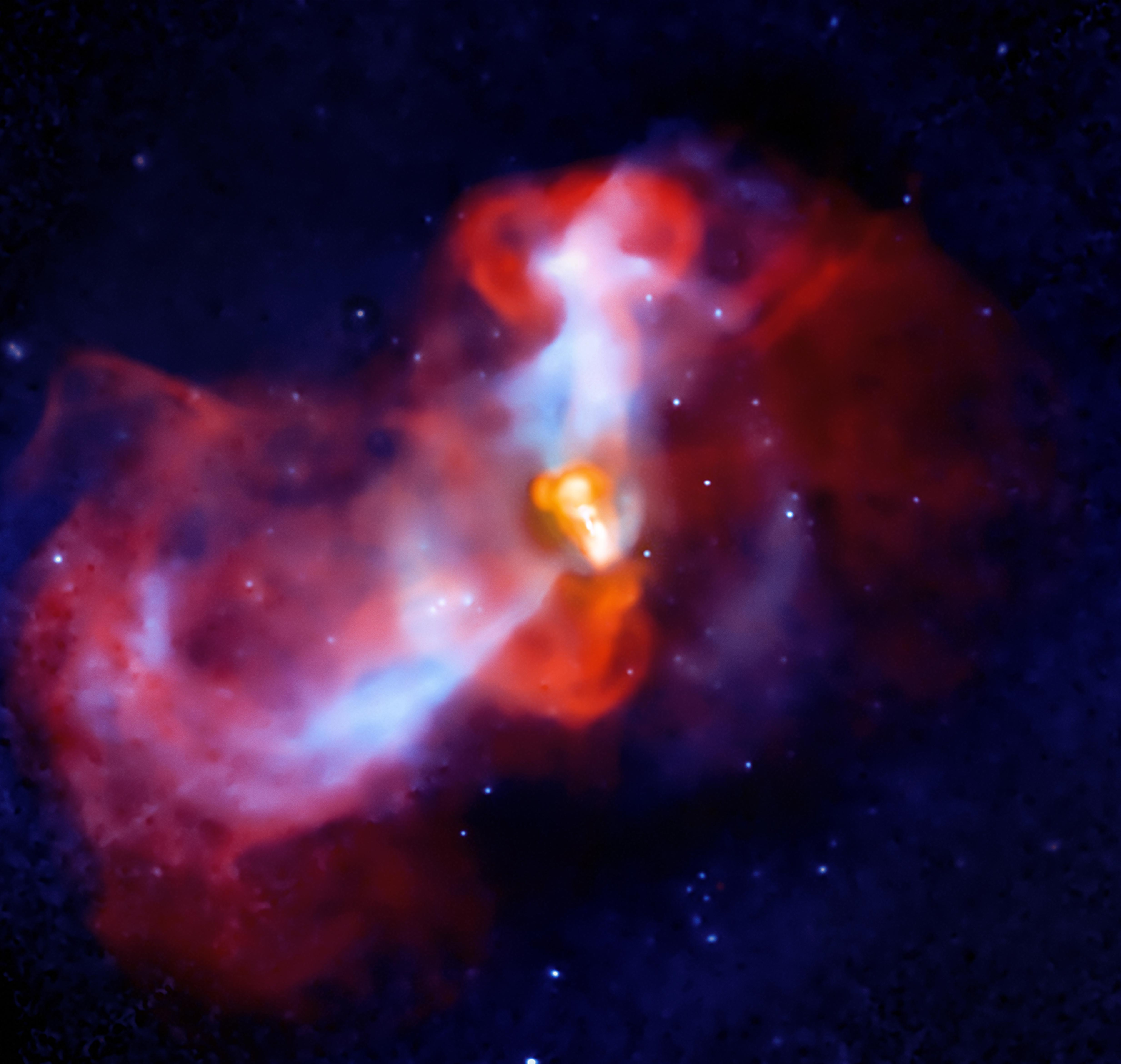
Image de 2010 du télescope Chandra, montrant de la matière froide de l'amas de la Vierge tombant dans le cœur de M87, où elle rencontre le jet, produisant des ondes de choc dans le milieu interstellaire de la galaxie.

Le jet de matière qui émerge du cœur de Messier 87 s'étend sur au moins 5 000 al et est composé de matière éjectée de la galaxie par un trou noir supermassif. Ce jet est hautement collimaté, il semble contraint à un angle d'environ 16° sur 2 pc du cœur et un angle de 6–7° à 12 pc. Il y a des preuves de l'existence d'un jet opposé, mais cet objet reste invisible de la Terre à cause du faisceau relativiste (en),.
Des lobes de matière émanant du jet s'étendent jusqu'à 250 000 al. Sur des images prises par le télescope spatial Hubble en 1999, la vitesse du jet de Messier 87 a été mesurée à 4 ou 6 fois la vitesse de la lumière. Cette vitesse résulte de la nature relativiste du jet, et ne correspond pas à une véritable vitesse supraluminique. Pourtant la mesure d'une telle vitesse confirme la théorie que les quasars, les objets BL Lacertae et les radiogalaxies sont peut-être le même phénomène, connu sous le nom de « noyau galactique actif » observé sous différentes perspectives,.
Des observations faites par le télescope spatial Chandra montrent la présence de boucles et d'anneaux dans le gaz émettant fortement en rayons X, qui traversent l'amas et entourent Messier 87. Ces boucles et anneaux sont créés par des ondes de choc. Ces ondes de choc sont causées par des variations du taux d'éjection de la matière dans les jets. La distribution des boucles suggère que des éruptions mineures arrivent tous les 6 millions d'années. Un de ces anneaux, causé par une éruption majeure, est une onde de choc de 85 000 al de diamètre autour du trou noir. D'autres structures remarquables observées comprennent des filaments étroits émettant dans le rayonnement X, longs jusqu'à 100 000 al, et une grande cavité dans le gaz chaud causée par une éruption majeure, il y a 70 millions d'années. Les éruptions régulières empêchent l'important réservoir de gaz de se refroidir et de former des étoiles, impliquant que l'évolution de M87 ait été sérieusement affectée, empêchant qu'elle devienne une grande galaxie spirale. Les observations impliquent aussi la présence d'ondes sonores, 56 octaves sous le Do pour les éruptions mineures et 58 à 59 sous le Do pour les éruptions majeures.
Messier 87 est une très puissante source de rayons gamma, qui sont les plus énergétiques rayons du spectre électromagnétique ; plus d'un million de fois plus puissants que la lumière visible. Les rayons gamma venant de Messier 87 ont été observés depuis la fin des années 1990, mais récemment en utilisant le H.E.S.S. un réseau de télescopes à imagerie Tcherenkov atmosphérique, les scientifiques ont mesuré des variations dans le flux de rayons gamma venant M87, et ont trouvé que le flux changeait sur des durées de quelques jours. Cette courte période rend le voisinage immédiat du trou noir supermassif dans Messier 87, la source la plus probable de ces rayons gamma. En général, plus petit est le diamètre, plus sont rapides les variations de flux, et inversement.
Un agglomérat de matière dans le jet, nommé « HST-1 », a été surveillé par le télescope spatial Hubble et le télescope spatial Chandra. Cet agglomérat est à environ 65 pc (∼212 al) du cœur. En 2006, l'intensité des rayons X de cet agglomérat a augmenté d'un facteur 50 sur une période de quatre ans. Cette émission de rayons X a depuis diminué de manière variable.

## Autres membres de l'amas

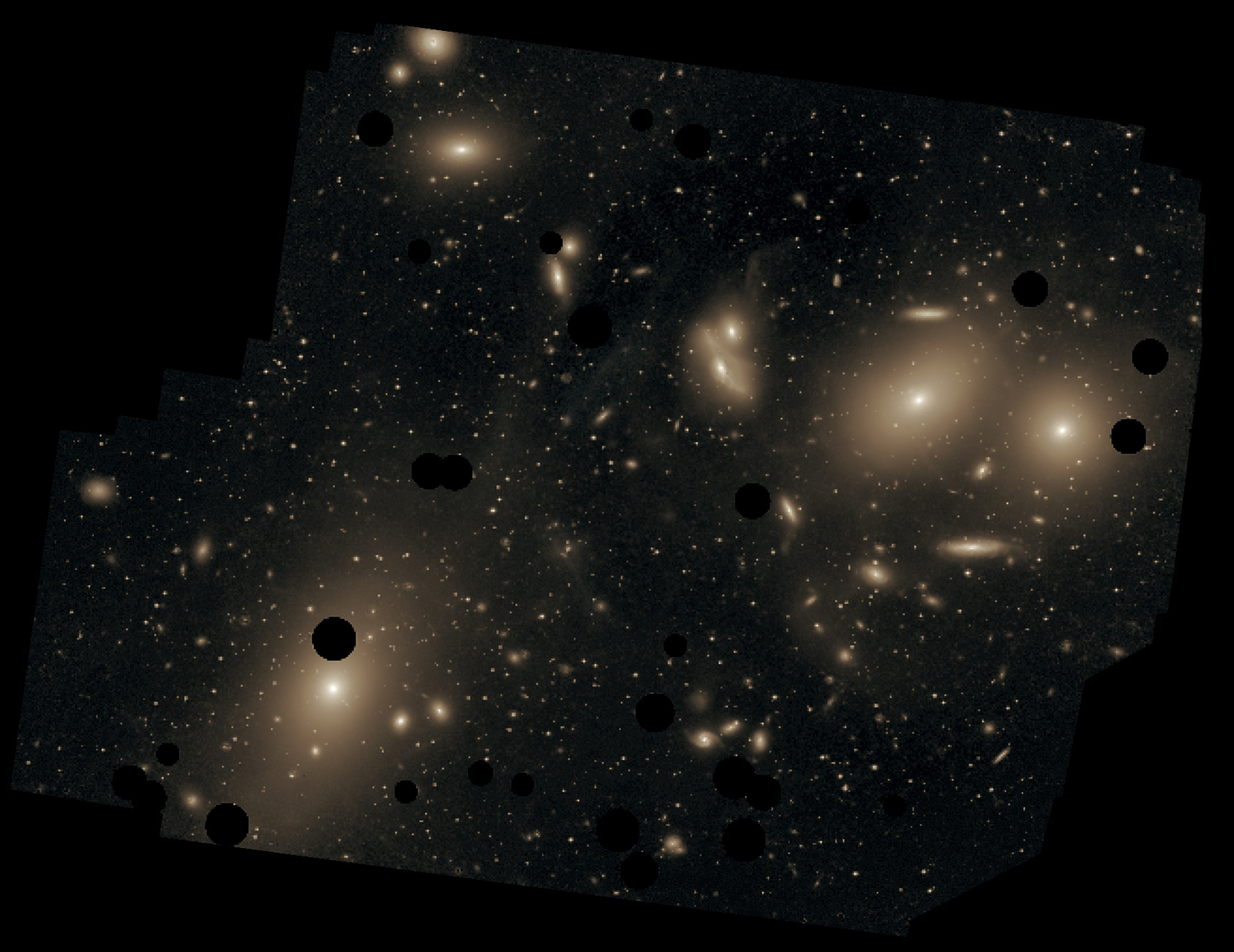
L'amas de la Vierge montrant la lumière diffuse entre les galaxies de l'amas.
Messier 87 est en bas à gauche.

M87 est située près du centre de l'amas de la Vierge. Cet important amas comprend environ 2 000 membres, et il constitue le noyau du superamas de la Vierge, qui comprend également le Groupe local, dont la Voie lactée est un membre périphérique. L'amas est composé d'au moins trois sous-systèmes distincts qui sont associés avec trois galaxies Messier 87, Messier 49 et Messier 86. En termes de masse, Messier 87 est le membre dominant de l'amas, et semble donc se déplacer très peu relativement aux autres membres de l'amas. La masse combinée de l'amas est estimée, à 0,15-1,5 × 1015 M☉. Les amas sont en mouvement relatif les uns par rapport aux autres dans le superamas.
Des mesures de vitesse des nébuleuses planétaires à l’intérieur de l'amas entre Messier 87 et Messier 86 suggèrent que ces deux galaxies se déplacent l'une vers l'autre et qu'il pourrait s'agir de leur première rencontre. Messier 87 a pu rencontrer Messier 84 dans le passé, comme en témoigne la coupure du halo externe par des effets de marée. Cependant, cette coupure pourrait-être aussi due à la contraction d'une masse invisible, du reste de l'amas, tombant dans Messier 87, laquelle en particulier, pourrait-être de l’hypothétique matière noire. Une troisième possibilité serait que la formation du halo ait été le résultat d'une rétroaction précédente du noyau galactique actif au cœur de Messier 87.

## Groupe de M87, de M60 et l'amas de la Vierge
Messier 87 est la principale galaxie d'un groupe de galaxies qui porte son nom. Selon A. M. Garcia dans un article publié en 1993, le groupe de M87 comprend au moins 96 membres, dont 53 apparaissent au New General Catalogue et 17 à l'Index Catalogue.
D'autre part, la plupart des galaxies du New General Catalogue, dont M87, et seulement quatre de l'Index Catalogue du groupe de M87 apparaissent dans une liste de 227 galaxies d'un article publié par Abraham Mahtessian en 1998. Cette liste comporte plus de 200 galaxies du New General Catalogue et une quinzaine de galaxies de l'Index Catalogue. On retrouve dans cette liste 11 galaxies du Catalogue de Messier, soit M49, M58, M60, M61, M84, M85, M87, M88, M91, M99 et M100.
Toutes les galaxies de la liste de Mahtessian ne constituent pas réellement un groupe de galaxies. Ce sont plutôt plusieurs groupes de galaxies qui font tous partie d'un amas galactique, l'amas de la Vierge. Pour éviter la confusion avec l'amas de la Vierge, on peut donner le nom de groupe de M60 à cet ensemble de galaxies, car c'est l'une des plus brillantes de la liste. L'amas de la Vierge est en effet beaucoup plus vaste et compterait environ 1300 galaxies, et possiblement plus de 2000, situées au cœur du superamas de la Vierge, dont fait partie le Groupe local,.
De nombreuses galaxies de la liste de Mahtessian se retrouvent dans onze groupes décrits dans l'article d'A.M. Garcia, soit le groupe de NGC 4123 (7 galaxies), le groupe de NGC 4261 (13 galaxies), le groupe de NGC 4235 (29 galaxies), le groupe de M88 (13 galaxies, M88 = NGC 4501), le groupe de NGC 4461 (9 galaxies), le groupe de M61 (32 galaxies, M61 = NGC 4303), le groupe de NGC 4442 (13 galaxies), le groupe de M87 (96 galaxies, M87 = NGC 4486), le groupe de M49 (127 galaxies, M49 = NGC 4472), le groupe de NGC 4535 (14 galaxies) et le groupe de NGC 4753 (15 galaxies). Ces onze groupes font partie de l'amas de la Vierge et ils renferment 396 galaxies. Certaines galaxies de la liste de Mahtessian ne figurent cependant dans aucun des groupes de Garcia et vice versa.